# Žalm 30
Žalm 30 ("Hospodine, tebe vyvyšuji", 29 podle řeckého číslování) je jedním z textů biblické knihy žalmů. Je nadepsán: "Žalm. Píseň při posvěcení Hospodinova domu. Davidův."

## Autorství
Za jeho autora je tedy ve shodě s tímto nadpisem pokládán král David, není to ovšem možno považovat za historicky prokazatelný fakt. Jde o žalm díkůvzdání, autor Bohu děkuje za milosrdenství a pomoc, které se mu od něj dostalo (což je jedno z nejčastějších témat knihy žalmů).

## Liturgické použití
V židovské liturgii je žalm znám jako modlitba mizmor šir. Jedná se o úvodní žalm ranní modlitby v části zvané Psukej de-zimra („Verše písní“). Tam byl žalm trvale zařazen v 17. století. Také se často modlí o svátku Chanuka. Spis Šimuš Tehilim („Užití Žalmů“), jehož autorem je zřejmě židovský učenec Chaj Ga'on (939–1038), navíc uvádí, že recitace 30. žalmu je nápomocná proti všelikému zlu.